# Кніповічія адріатична
Кніповічія адріатична, бичок адріатичний (Knipowitschia panizzae) — вид риби з родини Бичкові (Gobiidae). Поширений в річках басейну Середземного моря. 

## Опис
Самці можуть досягати довжини 5,5 см.

## Поширення
Поширена в країнах середземноморського басейну: Італійське, Словенське і Хорватське узбережжя Адріатики і Іонічного моря; також відзначений на південь від Базилікати (Італія), є непідтверджені знахідки з естуарію Евіносу (Греція). Вселений до озера Тразімено (центральна Італія) і деяких місць Тирренського прибережжя. Зазвичай мешкає в річках, прісноводних озерах і прибережних солонуватих лагунах.

## Охорона
На більшій частині ареалу стан природних популяцій виду наразі залишається більш-менш стабільним, за що він, згідно з Червоним списком МСОП, отримав охоронний статус «відносно благополучний вид». Але в ряді регіонів продовжує спостерігатись тенденція до зниження чисельності популяції виду. Тому кніповічія адріатична занесена також до Директиви Європейського Союзу 92/43/ЄС «Про збереження природних оселищ та видів природної фауни і флори» (Додаток II. Види рослин і тварин, що становлять особливий інтерес для Європейського Союзу, збереження яких потребує створення територій особливої охорони).